# Довголашківський район
Довголашківський район (до 1944 року — Ляшківський) — колишній район Львівської області, який існував у 1940–1944 рр.

## Площа та населення
Станом на 1941 рік площа району становила 300 квадратних кілометрів, там проживало 25 092 людей

## Історія
10 січня 1940 року Політбюро ЦК КП(б)У обговорило питання про створення районів у західноукраїнських областях, в тому числі Ляшківського району із центром у селі Ляшки. Район утворений 17 січня 1940 року з ґміни Ляшки (села Бобрівка, Чернявка, Корениця, Ляшки, Маковисько, М'якиш Старий, М'якиш Новий, Ришкова Воля, Тухля, Вілька Жапалівська, Заліська Воля і Жапалів), а також правобережних половин ґмін Муніна (села Ветлин, Висоцько, Конячів, Собятин і Сурохів) та Радимно (села Лази, Дунковиці, Михайлівка, Грабовець і Неновиці).
15 серпня 1944 року Президія Верховної Ради УРСР уточнила назви деяких населених пунктів та районів, зокрема перейменувала с. Ляшки Довгі на с. Довгі Ляшки, а Ляшківський район на Довголяшківський район.
У жовтні 1944 року до Польщі передано ряд районів УРСР, зокрема Ляшківський район Львівської області.

## Репресії та переселення
Начальником Ляшківського районного відділу НКВД у 1939–1941 рр. був О. О. Челандін.
У січні 1940 постановою Політбюро ЦК ВКП(б) було визначено 800-метрову смугу уздовж західної та південно-західної дільниці державного кордону СРСР. На виконання цієї постанови 3 квітня 1940 р. РНК України своєю ухвалою конкретизувала заходи, які необхідно було здійснити у вказаній смузі. Зокрема із Ляшківського району з цієї смуги були виселені десятки господарств із сіл Ляшки, Висоцьке, Маковисько, Лази. Для цих переселенців за місце постійного проживання були визначені колонії в Аккерманській (Ізмаїльській) області. 